# Bò Phú Yên

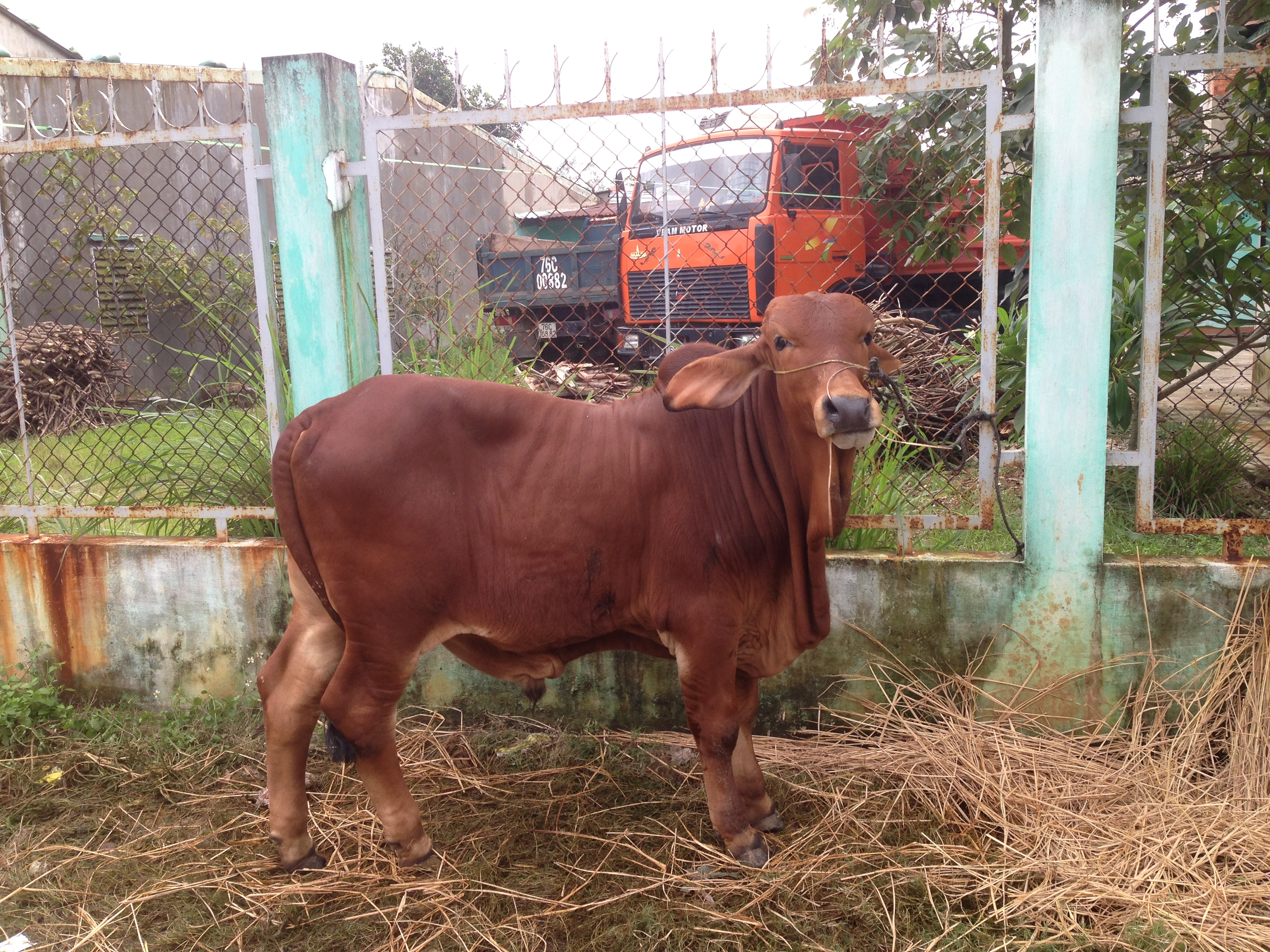
Một giống bò u Phú Yên tại Quảng Ngãi

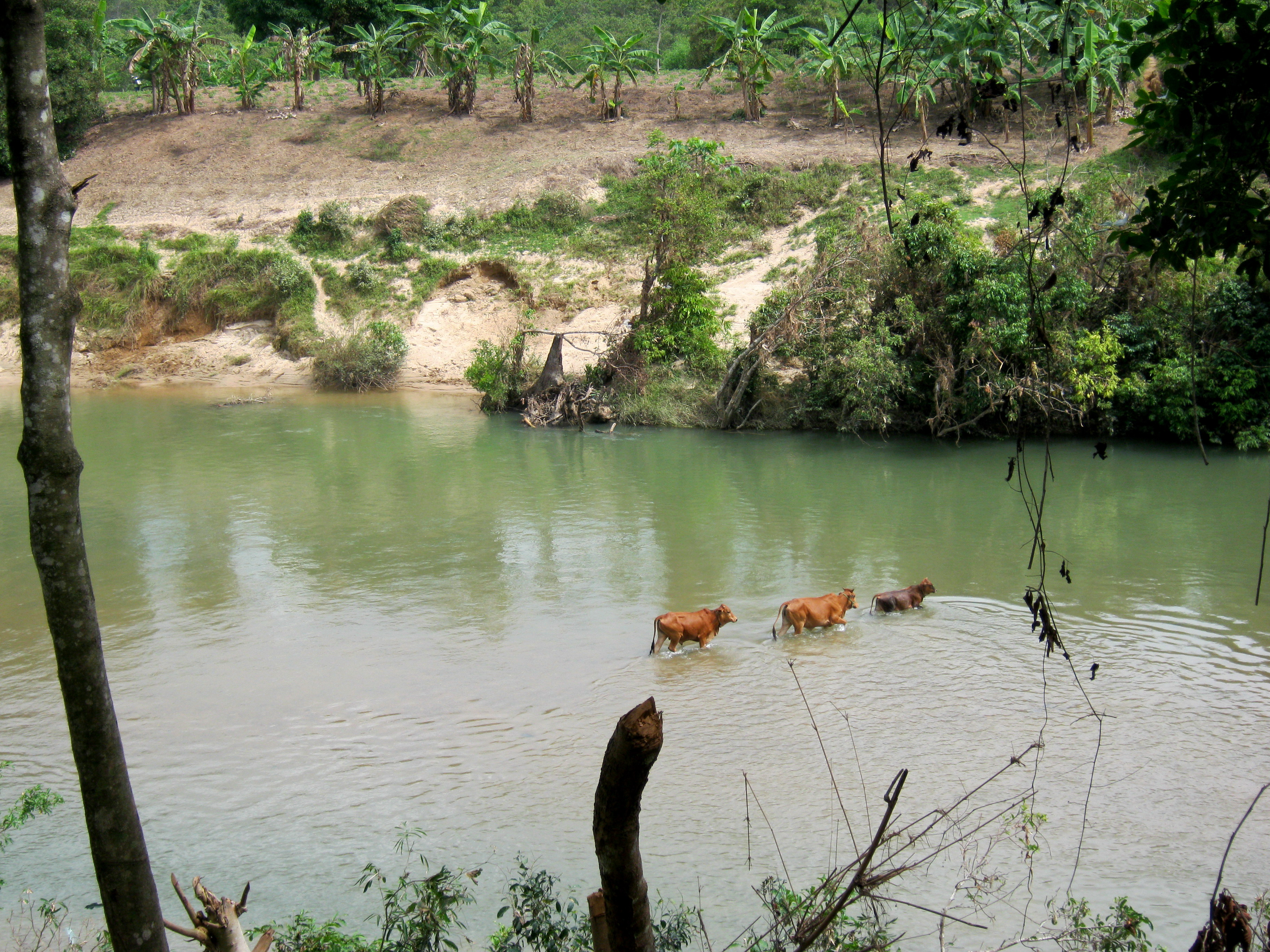
Một đàn bò vàng Phú Yên ở Đà Lạt

Bò Phú Yên hay còn gọi là bò vàng Phú Yên, bò cóc là một giống bò vàng nội địa Việt Nam có nguồn gốc từ tỉnh Phú Yên, chúng được nuôi phổ biến ở địa phương này để lấy thịt cung ứng cho nhu cầu của địa phương và xuất đi các tỉnh, thành khác. Bò Phú Yên được Nhà nước Việt Nam công nhận là một giống vật nuôi Việt Nam được phép kinh doanh, sản xuất, lưu hành trên lãnh thổ Việt Nam.
Hiện nay, tại Phú Yên hiện nay phát triển giống bò theo hướng bò lai (Sind hóa đàn bò), chỉ còn ở huyện Sông Hinh có đàn bò gần 30.500 con trong đó bò cóc còn chiếm trên 78% tổng đàn, hay Tuy An có đàn bò hơn 41.300 con nhưng chỉ có 28,2% bò lai. Dự kiến Phú Yên chú trọng nhân giống bò lai ở các huyện có lượng bò thương phẩm lớn nhưng bò nội chiếm tỉ lệ lớn, cải tạo đàn bò thịt theo hướng loại thải bò nội kém chất lượng.
Cũng có ý kiến cho rằng cần chọn lọc nhân thuần đàn bò Phú Yên tiến tới xây dựng thương hiệu giống bò Phú Yên. Thực hiện việc tuyển chọn và phát triển giống bò vàng Phú Yên để xây dựng thành thương hiệu, xác định những đặc điểm cơ bản về nguồn gốc, ngoại hình, khả năng phát triển và sinh sản của giống bò Phú Yên để đăng ký chất lượng và quảng bá rộng rãi.

## Tổng quan
Bò Vàng Phú Yên là đặc trưng cho giống bò Vàng Việt Nam của vùng Duyên hải miền Trung, được phân bố tại các tỉnh Duyên hải miền Trung từ Đà Nẵng, Quảng Nam đến Ninh Thuận, Bình Thuận. Phú Yên và nổi tiếng với giống bò vàng được ghi nhận là giống bò tốt trong bộ giống bò của Việt Nam Giống bò Vàng Việt Nam nuôi ở tỉnh Phú Yên là tốt nhất của Việt Nam. Bò Phú Yên giá trị ngang với bò các tỉnh Hà Giang (Bò H'Mông), Nghệ An, Thanh Hóa. Bò Phú Yên không chỉ có giống tốt mà còn được nuôi với số lượng rất đông, bán sang các nơi khác rất nhiều, tạo thành một thương hiệu nổi tiếng vào đầu thế kỷ XX. Đến nay, chúng vẫn được nuôi phổ biến để cung cấp thịt cho địa phương, nhất là Thành phố Hồ Chí Minh. Tuy vậy, bên cạnh hạn chế về chất lượng con giống, việc chăn nuôi bò chủ yếu là lấy công làm lãi, với phương thức chăn thả tự nhiên nên vào mùa mưa thiếu cỏ, bò thường giảm cân, bệnh tật phát sinh, chất lượng đàn bò của Phú Yên còn khá thấp so với mặt bằng chung trong khu vực.

### Đặc điểm
Bò Phú Yên thuộc nhóm bò u, có tầm vóc trung bình lớn, chúng nặng cao nhất lên đến 250 –350 kg, Khối lương bò Vàng Phú Yên từ 2 đến 5 năm tuổi của bò cái là 187,90 kg và bò đực là 235,70 kg có khi đạt 200–230 kg và 5 năm tuổi đạt 220–250 kg, khối lượng cao hơn so với giống bò Vàng Việt Nam nuôi tại các địa phương Lạng Sơn, Bà Rịa-Vũng Tàu, Thanh Hóa, song nhỏ hơn bò Vàng Việt Nam nuôi tại Nghệ An. Ngoài ra, nhìn chung, so với bò ngoại, bò của Phú Yên có tầm vóc nhỏ, trọng lượng thấp, bình quân bò cái trưởng thành có trọng lượng từ 180 đến 220 kg và 230 – 270 kg/con ở bò đực, tỷ lệ thịt xẻ 30% với tỉ lệ thịt tinh của bò chỉ đạt 30% là không đạt tiêu chuẩn xuất khẩu thịt.
Sừng chĩa về phía trước, cổ ngắn, yếm rộng, màu lông vàng sẫm, đỏ sẫm hay đỏ nhạt, nhìn chung, chúng có màu lông nâu-vàng toàn thân, song ở bò đực đậm màu hơn so với bò cái. Bò phát triển cân đối, chắc chắn, đầu ngắn và nhỏ, dài thân và lưng rộng, ngực rộng và sâu. Bò tiêu chuẩn mình lăn, đùi treo, ngực nở, mình hổ cổ rô, tai nhỏ, mí mắt mỏng, da mỏng lông mượt, ống chân thắt tròn, gót chân mỏng, móng tròn. Bò Vàng Phú Yên thích nghi tốt trong nhiệt đới nóng và khô, phát triển được trong điều kiện thức ăn nghèo nàn của địa phương. Trong chăn nuôi, bò ăn được nhiêu thức ăn phụ phẩm như rơm khô, bả mía, thân cây ngô già, rỉ mật đường, thân cây chuối.

### Bò lai
Hiện nay, con bò lai được xác định là đối tượng trong chuyển đổi cơ cấu cây trồng, vật nuôi trong sản xuất nông nghiệp, nhất là ở địa bàn miền núi, để hình thành trang trại chăn nuôi bò đàn tập trung, tạo ra sản phẩm hàng hóa có giá trị kinh tế, phát triển chăn nuôi bò theo hướng sản xuất hàng hóa nên đã lai tạo để nâng cao chất lượng đàn bò thịt. So với các tỉnh duyên hải Nam Trung Bộ, đàn bò của Phú Yên có số lượng chỉ đứng sau Bình Định. Tuy nhiên, với tỷ lệ bò lai mới chiếm 34,5% tổng đàn.
Tại Phú Yên đã có những giống bò được lai tạo có thể đưa vào cải tạo đàn bò. Chất lượng đàn bò thịt cần cải tạo tăng tỉ lệ Sind hóa. Đó là các giống bò nhiệt đới bò Brahman trắng, bò Brahman đỏ, bò Sind đỏ (Red sind), bò Sahiwal và một số giống bò chuyên thịt có nguồn gốc ôn đới như bò Chalorai, bò Limousine, bò Crimousine với tỉ lệ máu lai từ 50 - 75% (bò F2; F3), trọng lượng bình quân bò lai ở 24 tháng tuổi là 300 kg/con, cá biệt có con nặng hơn 400 kg, tỉ lệ thịt tinh 42-44%. Công tác lai tạo sẽ giúp nâng cao thể trạng và chất lượng đàn bò hiện có, nhất là với các giống bò lai theo hướng chuyên thịt.
Tỉnh này đã đẩy mạnh chương trình phối tinh nhân tạo và nhân giống trực tiếp bằng bò đực giống thuần với bò cái nền địa phương đã cải tiến (lai Sind, lai Sahiwall) tạo con lai hướng thịt nhằm đạt mục tiêu đưa tỉ lệ đàn bò lai chiếm 70% tổng đàn vào năm 2015 Hiện có gần 96.000 con bò lai, chiếm 51,3% tổng đàn, tăng 3,8% so với năm 2010. Một số địa phương có tỉ lệ đàn bò lai cao như Tuy Hòa: 73%, Phú Hòa: 71%, Tây Hòa: 67%. Phú Yên đã sản xuất được hơn 4.000 liều tinh bò thịt và bò Zêbu, đạt trên 60%.
Từ năm 2004 đến năm 2008, đàn bò của huyện huyện Phú Hòa từ 14.730 con tăng lên gần 20.700 con, trong đó bò lai sind chiếm hơn 80% tổng đàn. Do việc chăm sóc đơn giản, ít dịch bệnh, thu lãi cao, nhiều hộ dân ở xã An Phú, Tuy Hòa phát triển đàn bò lai, việc nuôi bò lai hiện đã trở thành thế mạnh trong phát triển kinh tế của xã An Phú. Xã An Phú có tổng đàn bò khoảng 2.100 con, trong đó, bò lai chiếm hơn 85%, được nuôi tập trung tại các thôn Phú Lương, Phú Liên, Chính Nghĩa, Xuân Dục.

## Chăn nuôi

### Tình hình
Thời Pháp thuộc, Phú Yên có những trang trại chăn nuôi trâu bò ngựa rất lớn, nhất là vùng Sơn Hòa, dọc theo sông Ba. Bò Phú Yên được chở vào bán ở Nha Trang, Sài Gòn, Bà Rịa hay tập trung ở vịnh Xuân Đài để chở ra nước ngoài. Xuất khẩu bò được thực hiện bằng đường biển đi Bà Rịa và Sài Gòn hoặc trực tiếp từ cảng Vũng Lắm đi Manila. Về sau, hình thức chăn nuôi quy mô lớn ít dần và chuyển sang chăn nuôi lẻ theo hộ gia đình. Ở nông thôn Phú Yên, hầu như nhà nào cũng nuôi bò. Người ta nuôi trâu bò để cày bừa, kéo gỗ, chuyên chở, lấy thịt, buôn bán. Đến nay số lượng đàn bò vẫn duy trì ở mức độ cao do nhu cầu nuôi để lấy thịt.
Với điều kiện thời tiết thuận lợi, có đồng cỏ tự nhiện rộng lớn, phụ phẩm trồng trọt dồi dào, chăn nuôi bò là thế mạnh của Phú Yên. Nuôi bò thịt là nghề chính của nhiều gia đình ở huyện Phú Hòa. Chăn nuôi bò là tập quán lâu đời của nông dân Phú Yên. Nuôi bò thịt trở thành một nguồn thu nhập chính đối với nhiều nông dân ở Phú Hòa và được xã hội hóa. Cùng với nuôi bò thịt, người dân xã An Phú còn đầu tư nuôi bò cái sinh sản. Với nhiều hộ dân ở xã An Phú, nghề nuôi bò lai đã mang lại nguồn thu nhập chính. Mô hình chăn nuôi bò giảm nghèo được người dân ở các huyện miền núi Phú Yên áp dụng hiệu quả, mang lại thu nhập cao.

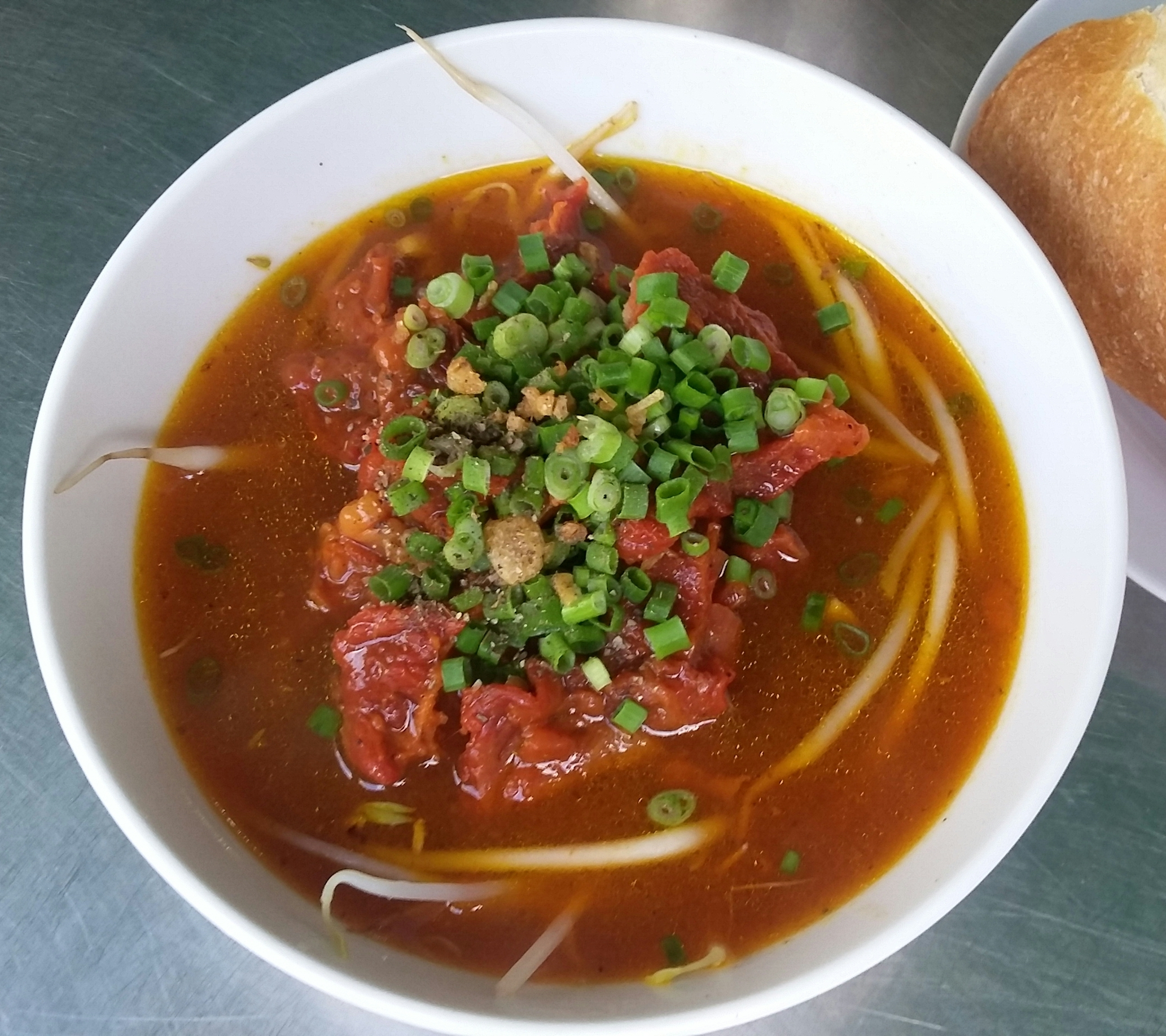
Một món bò kho tại khu phố ăn uống Nguyễn Nhữ Lãm, quận Tân Phú, bò Phú Yên là nguyên liệu được tiêu thụ rất lớn tại thị trường Thành phố Hồ Chí Minh

Lượng bò thịt của Phú Yên xuất bán mỗi năm khoảng 30.000 con, trong đó 70 - 75% cung cấp cho thị trường Thành phố Hồ Chí Minh. Dù đàn gia súc của Phú Yên chịu ảnh hưởng của bệnh dịch nhưng đàn bò vẫn tăng từ 3-6%/năm. Phú Yên hiện có 233.600 con bò, trong đó ba huyện miền núi Sơn Hòa, Sông Hinh và Đồng Xuân với hơn 132.000 con, chiếm gần 60% tổng đàn. Sông Hinh là huyện có phong trào chăn nuôi bò đàn phát triển mạnh, có thời điểm đàn bò địa phương này lên trên 38.000 con, tương đương với dân số của huyện (bình quân mỗi người dân nuôi một con bò), hình thành nhiều trang trại chăn nuôi bò đàn hàng trăm con.
Nuôi bò thịt có hiệu quả đòi hỏi phải bỏ tập quán chăn thả tự nhiên, chuyển sang hình thức chăn nuôi thâm canh, với mức đầu tư cao, theo đúng quy trình kỹ thuật. Ngoài đầu tư con giống, chuồng trại, người chăn nuôi còn chú ý đầu tư thức ăn tinh hỗn hợp vỗ béo cho bò trước khi bán thịt, nhất là việc trồng cỏ để bảo đảm thức ăn thô xanh trong đó phải kể đến loại cỏ voi vì giống cỏ này dễ trồng, năng suất cao, tới 300 tấn cỏ tươi/ha/năm. Để nuôi bò hiệu quả, phải tuân thủ tiêm phòng đầy đủ các loại vắc xin, hạn chế thấp nhất rủi ro dịch bệnh, tỉ lệ tiêm phòng trên đàn bò ở xã Đa Lộc đạt trên 90% tổng đàn. 

### Kỹ thuật
Đồng cỏ tự nhiên ở Việt Nam đạt từ 8 -16 tấn cỏ/ha/năm, mỗi héc ta đồng cỏ tự nhiên chỉ nuôi được 1 -2 con bò. Đồng cỏ tốt nhất nên quy hoạch ở vùng đất dưới 250. Hàng năm có thể thực hiện cày xới trồng các giống cỏ chịu hạn, chịu dẫm đạp, phát quang các loại cây bụi mọc tạp. Trên đồng cỏ nên trồng xen 5 -10% cây bộ đậu để làm phong phú nguồn thức ăn xanh cho bò (trong tự nhiên chỉ có 1,5 - 2%). Hàng năm, nên phôi rơm khô chất đống dự trữ cho bà ăn thêm ban đêm, trong những mùa thiếu cỏ.
Các phụ phẩm trải trách ấm mốc; Lẫn dây thép, dây nhựa, đinh, que sắt, bò ăn vào dễ bị chết. Thức ăn bổ sung. Những mùa ít cỏ, hoặc thời kỳ nuôi con, thời kỳ vỗ béo, người ta thường cho bò ăn bổ sung thêm cám gạo, cám tổng hợp, các thức ăn củ,quả tươi và khô, như bầu, bí, khoai, sắn. Ở dạ cỏ các động vật nhai lai có khu hệ vi sinh có khả năng tổng hợp từ đạm vô cơ thành Prôtein có ích cho vật chủ. Chuồng trại bò có thể đóng khung gỗ hoặc xây, trên có mái lợp che mưa nắng. Nền chuồng tốt nhất nên láng xi măng, dọn vệ sinh hàng ngày để tránh hà chân bò.Cần thiết kế 1 hố phân bên cạnh chuồng bò thuận lợi trong việc dọn vệ sinh và tận dụng phân, nước tiểu.
Bò đàn thường có những giai đoạn sinh trưởng, phát triển khác nhau,đòi hỏi việc chăm sóc nuôi dưỡng khác nhau; Có thể chia thành 5 thời kỳ. Thời kỳ sơ sinh: Từ k hi sinh đến 1 tháng tuổi. Dạ dày chưa phát triển: Dạ dày cơ (Dạ cỏ, tổ ong, lá lách) chỉ chiếm 30%, riêng dạ múi khế chiếm hết 70%. Sức chứa của dạ múi khế không quá 2 lít; nếu lượng nhiều sẽ tràn sang dạ cỏ, gây nên men thối, sinh bệnh. Thức ăn thời kỳ này chủ yếu là sữa mẹ, chưa có khả năng tiêu hóa thức ăn xơ thô. Bạch cầu ít, sức đề kháng kém. Quan trọng nhất là lúc mới sinh phải trực đỡ đẻ, bê nghé sơ sinh phải được lau mũi, móc mồm, bóc móng chân, cắt rốn và sát trùng rốn.
Nếu trời lạnh phải cho sưởi ấm, cho nằm ổ rơm, nếu bê yếu phải cho tập bú. Bê ngạt thở, phải cạy hàm, nắm lấy lưới kéo ra, đẩy vào theo nhịp để kích thích hô hấp. Thời kỳ thích ứng thức ăn động vật (2- 6 tháng tuổi). Thức ăn xen kẽ giữa nguồn động vật và thực vật; Thức ăn chính vẫn là sữa mẹ. Hình thành hệ vi sinh vật dạ cỏ, nên tập cho bê ăn cỏ xanh sớm (tuần thứ 6 đến tuần thứ 9). Bê phát triển xương ống và chiều cao. Thời kỳ lớn lên (7-12 tháng tuổi). Bê phát triển đầy đủ cơ quan tiêu hóa, có khả năng tiêu hoá, hấp thụ hòa toàn thức ăn xơ thô. Thời kỳ này bê đã có những biểu hiện về tính dục.
Thời kỳ phát dục (13- 24 tháng tuổi). Thời kỳ này, bê lớn tất nhanh về tầm vóc, cơ quan sinh dục phát triển, bò đã có khả năng phối giống. Đây là thời kỳ bò có khả năng tận dụng nguồn thức ăn lớn trên đồng cỏ, cần phát huy tốt lợi thế chăn thả; Đồng thời có thể bổ sung thêm các nguồn thức ăn khác. Thời kỳ trưởng thành (Trên 24 tháng tuổi).Thể vóc bò trong thời kỳ này được phát triển tối đa cả về chiều sâu và chiều rộng. Thời kỳ này, tùy theo loại đồng cỏ, bò có thể gặm cỏ được 3 – 6 kg cỏ/1 giờ. Mỗi ngày cần cho bò ăn trên bài chắn được 6 - 10 giờ. Ngoài ra có thể cho an bổ sung thêm các nguồn thức ăn khác. Ở thời kỳ này, có thể xuất chuồng hoặc chuyển bò sang gây giống.

## Trong văn hóa

### Tết bò
Bò Phú Yên là con vật gắn bó với cơ nghiệp của người dân Phú Yên, tại đây có Tết bò ở vùng nông thôn Phú Yên, trong những ngày tết, nông dân có cúng "Tết bò", tục cúng Tết bò, nhà quê con bò là cả gia sản, là đầu cơ nghiệp, làm vậy cũng như cảm ơn con vật gắn bó gần gũi với mình. Ngày nay, tục "Tết bò" vẫn được duy trì và mang đậm bản sắc văn hóa nông nghiệp của nhiều huyện thuần nông, vẫn còn nhiều hộ dân chăn nuôi bò. Trong những ngày đầu năm mới, Tết bò là việc làm thể hiện tình cảm gắn bó giữa người với con vật giúp ích cho mình, mang tính nhân văn sâu sắc trong phong tục cổ truyền của người Việt Nam.
Tết bò thường được bắt đầu vào mùng 4 hoặc mùng 5 Tết. Buổi sáng, gia chủ thức dậy thật sớm để quét dọn chuồng trại, đặt một chiếc bàn nhỏ trước hướng chuồng để bày lễ cúng. Ngày xưa nhà nhà thường gói riêng từng loại bánh để cúng. Bò đực bánh tét, bò cái bánh chưng, nghé con có phần bánh nhỏ. Ngày nay Lễ cúng Tết bò đơn sơ và đơn giản hơn. Tùy vào số lượng bò trong chuồng mà bày đúng số bánh tét để cúng cho đủ phần và không quên đèn, gạo muối và hương hoa. Cúng xong phải rải gạo muối lên mái lợp chuồng, dán mấy phong giấy đỏ lên cột chính của chuồng để cầu cho bầy gia súc năm mới no khỏe, không bệnh tật, luôn được bảo vệ, phát triển đều đều và gắn bó giúp ích cho con người. 

### Ẩm thực
Người dân vùng Tuy Hòa có một đặc sản nổi tiếng của người dân ở đây đó là bánh ướt ăn kèm chả bò. Ngoài bánh ướt, cái làm nên sự khác biệt cho món bánh bình dị này chính là chả bò. Chả bò Phú Yên vẫn có những nét riêng, là niềm tự hào trong ẩm thực của người dân. Thịt bò tươi nguyên chất giã nhuyễn trộn cùng những loại gia vị khác như tiêu, hành, muối rồi bó lại thành cây. Nhờ làm từ thịt bò tươi nên khi cắt lát chả bò, sẽ thấy được miếng chả có màu đỏ hồng, vị hơi ngọt nhưng cũng cay nồng, vị giòn và dai, chả bò dai dai sần sật, dai giòn, kết hợp với bánh ướt mềm mịn là niềm tự hào trong ẩm thực của người dân Phú Yên.